# Арън Стоун
Арън Стоун (на английски: Aaron Stone) е приключенски сериал за юноши, създаден от Брус Калиш. Сериалът е продукция на Disney Channel и се излъчва по Disney XD, явявайки се първата собствена продукция на канала, която се завърта по него.
Сериалът разказва за тийнейджъра Чарли Ландърс (Кели Блац), който става живото превъплъщение на собствения си герой Арън Стоун от компютърната игра Hero Rising.

## Излъчване
| Сезон | Сезон | Епизоди | Начало на сезона | Край на сезона  |
| ----- | ----- | ------- | ---------------- | --------------- |
|       | 1     | 21      | 13 февруари 2009 | 27 ноември 2009 |
|       | 2     | 14      | 24 февруари 2010 | 30 юли 2010     |

## Сюжет
16-годишният Чарли Ландерс като Арън Стоун е онлайн игра легенда в „Нов герой“. Неговият живот се променя завинаги, когато създателя на „Нов герой“, милиардерът T. Абнер Хол (Мартин Роуч) го информира за съвсем реална защита Омега и избира Чарли, за да се превърне в Арън Стоун.
Също като видео играта, Арън носи защитна униформа с високотехнологични приспособления, оръжие и антигравитационните X-5 маратонки. За да му помогнат за мисиите, той е придружен от най-доверения Хол андроид на име С.Т.А.Н. (Джей Пи Манокс) и един специалист на оръжие Хол, Ема Лау (Таня Гунади).

## Актьорски състав
- Кели Блац — Чарли Ландерс/Арън Стоун
- Таня Гунади — Ема Лау/Тъмната Тамара
- Дейвид Ламбърт — Джейсън Ландерс
- Джей Пи Манокс — С.Т.А.Н.

## В България
В България сериалът започва излъчване на 10 октомври 2009 г. по Disney Channel и завършва на 27 септември 2010 г. Излъчен е само първи сезон. Дублажът е на студио Медиа Линк. Ролите се озвучават от Елена Бойчева, Цанко Тасев, Светослав Добрев и Чавдар Богданов.